# CO2-afgift
En CO2-afgift er en afgift på udledninger af drivhusgassen CO2 (kuldioxid). Ofte bruges udtrykket i daglig tale desuden som en fællesbetegnelse for afgifter på alle drivhusgasser, som udover CO2 også omfatter fx lattergas og metan (som kan omregnes til såkaldte CO2-ækvivalenter efter deres betydning for drivhuseffekten). I det tilfælde kan man også mere præcist tale om CO2e-afgifter, hvor e står for equivalent, engelsk for ”ækvivalent”.
Sådanne afgifter gør det dyrere at udlede drivhusgasser og begrænser på denne måde udledningerne. Derfor betragtes de ofte som det vigtigste instrument til at bremse menneskeskabte klimaforandringer. Afgifterne er dermed et eksempel på en såkaldt Pigouskat, opkaldt efter den britiske økonom Arthur Cecil Pigou.
I Danmark spiller CO2-afgifter (og CO2e-afgifter for landbrugets vedkommende) en central rolle for de danske klimapolitiske mål om at reducere udledningerne af drivhusgasser. Danmark er således det første land i verden, der har vedtaget at indføre en afgift på landbrugets udledninger af drivhusgasser. Verdensbanken har beregnet, at lidt mindre end en fjerdedel af verdens udledninger af drivhusgasser var pålagt enten en afgift eller et CO2-kvotesystem, som grundlæggende virker på samme måde ved at gøre det dyrere at udlede drivhusgasser.

## Hvordan afgifter virker
Afgifter på udledninger er på linje med kvotesystemer for udledninger generelt anerkendt som de mest omkostningseffektive måder at nedbringe udledningerne af drivhusgasser på. Det skyldes, at afgifterne automatisk giver alle udledere en økonomisk tilskyndelse til at ændre adfærd, så de udleder mindre. Samtidig vil de største reduktioner ske, hvor det er nemmest (forbundet med de laveste omkostninger) at ændre adfærd. Det er dermed blot et spørgsmål om at finde det tilstrækkelige niveau for afgiften for at nå det mål for reduktion i udledningerne, som beslutningstagerne ønsker. Det er dog vigtigt, at afgiften er den samme for alle former for udledninger og udledere. Ellers vil reduktionerne ikke finde sted der, hvor de er billigst at foretage.
Udledning af drivhusgasser er en eksternalitet, der ofte omtales som verdens største markedsfejl: Der udledes for meget, fordi det er for billigt at forurene på denne måde. Markedsfejlen vil derfor forsvinde, hvis den samfundsmæssige omkostning ved at udlede og dermed skade klimaet bliver indregnet i prisen, då det bliver tilpas dyrt – med et fagudtryk internaliseres omkostningen.

## Andre politiske hensyn
Indførelsen af afgifter vil i praksis imidlertid også skulle afvejes i forhold til en række andre politiske hensyn. Det gælder ikke mindst fordelingspolitiske hensyn, altså spørgsmålet om, hvilke befolkningsgrupper der især kommer til at bære byrden ved afgifterne. CO2-afgifter kan således påvirke erhvervsstrukturen og erhvervenes konkurrenceevne. I Danmark og andre lande er dette ikke mindst relevant for spørgsmålet om afgifter på landbrugets udledninger af metan og lattergas fra husdyr og brug af gødning. Landbruget udleder mange drivhusgasser i forhold til erhvervets økonomiske betydning, og er samtidig i forvejen et økonomisk skrøbeligt erhverv, der er stærkt afhængigt af offentlig støtte. Indførelsen af afgifter på landbruget kan derfor få betydelige konsekvenser for en række landbrugsbedrifter.

## Lækage
Et andet hensyn, der diskuteres i forbindelse med CO2-afgifter, er spørgsmålet om lækage, dvs. i hvor høj grad indførelsen af en afgift fx i Danmark vil føre til, at de danske udledninger blot vil blive erstattet af højere udledninger i udlandet, fordi den beskattede aktivitet flytter udenlands.

## CO2-afgifternes historie

### Danmark
En CO2-afgift blev oprindelig indført i Danmark i 1992, hvor elektricitet og en række anvendelser af fossile brændsler blev pålagt en CO2-afgift på 100 kr. pr. ton CO2. Nedsættelser af andre afgifter samt muligheder for refusion af afgiften for de mest udledende virksomheder gjorde dog, at afgiften kom til at virke ret uensartet for de forskellige udledninger. Afgiften er siden blevet ændret ved adskillige lejligheder. Blandt andet blev nogle virksomheder fra 2005 omfattet af EU’s kvotesystem og blev ved den lejlighed fritaget fra den hidtidige danske CO2-afgift. I 2010 blev CO2-afgiften på elektricitet omdøbt til en energispareafgift, der igen fra 2014 blev opslugt af den generelle elafgift.
I 2022 havde afgiften et niveau på ca. 180 kr. pr. ton CO2 og omfattede ca. 40 pct. af udledningerne af drivhusgasser i Danmark. Der var dog fortsat forskellige undtagelser og rabatter, samtidig med at en række af de beskattede aktiviteter også var pålagt andre energiafgifter. Omkostningen ved at udlede drivhusgasser var dermed ganske forskellig for forskellige udledere, og størstedelen af udledningerne var ikke pålagt nogen afgift overhovedet.

#### Efter klimaloven i 2020
I 2020 vedtog Folketinget Klimaloven, der lagde op til en mere ambitiøs dansk klimapolitik. Folketinget besluttede også, at en CO2e-afgift skulle være et afgørende instrument til at nå de nye målsætninger. Regeringen nedsatte en ekspertgruppe, der skulle udarbejde forskellige scenarier for en mere ensartet CO2e-regulering. Ekspertgruppen blev kendt som Svarer-udvalget efter sin formand, økonomiprofessor og tidligere overvismand Michael Svarer. Den fremlagde sin første delrapport i februar 2022, der omhandlede de fleste former for udledninger bortset fra landbruget. I februar 2024 fulgte Svarer-udvalgets anden rapport, der fokuserede på landbrugets udledninger af metan og lattergas.

#### Grøn skattereform i 2022
I juni 2022 indgik et bredt flertal i Folketinget en aftale om en grøn skattereform. Det centrale punkt var en højere og mere ensartet CO2-afgift, der skulle indfases fra 2025 og efterhånden i 2030 opnå et niveau på 750 kr. pr ton CO2 for virksomheder udenfor kvotesektoren og 375 kr. for udledninger, der i forvejen er kvoteomfattede. Et af de mere kontroversielle punkter i aftalen var, at virksomheder, der laver byggematerialer ved såkaldte mineralogiske processer som cement, tegl og glas, fik en særlig lav afgift på 125 kr. pr ton CO2 i 2030. Denne skatterabat begunstigede bl.a. Danmarks største CO2-udleder, cementfabrikken Aalborg Portland.
Med denne aftale blev CO2-afgiftens dækningsgrad vurderet at stige fra at omfatte ca. 40 pct. af de danske udledninger til 55 pct. Langt størstedelen af de resterende udledninger var landbrugets ikke-energirelaterede udledninger af metan og lattergas, som fortsat ikke var afgiftsbelagt.

#### CO2e-afgift på landbrugets udledninger
Svarer-udvalgets slutrapport opstillede tre forskellige scenarier for indførelsen af en afgift pr. ton CO2e for landbrugets udledninger. I alle tilfælde tænktes den samlede afgift for hver bedrift beregnet ud fra brugenes gødningsregnskaber og husdyropgørelser:
En afgift på 750 kr. på landbrugets emissioner på linje med andre erhverv
En afgift på 750 kr., men med et bundfradrag på 50 procent (375 kr.)
En afgift på 250 kr. med et bundfradrag på 50 procent (125 kr.)
Den første model ville indebære den mest ensartede beskatning i forhold til andre danske udledninger og derfor de laveste samlede samfundsmæssige omkostninger ved at nedbringe emissionerne. Den ville imidlertid samtidig medføre den største byrde for de eksisterende landbrugsbedrifter.

#### Grøn trepartsaftale om landbrugets udledninger
Svarer-udvalgets forslag blev udgangspunktet for en såkaldt grøn trepartsaftale i juni 2024 mellem bl.a. regeringen, Landbrug & Fødevarer, Danmarks Naturfredningsforening og forskellige arbejdsmarkedsorganisationer. Trepartsaftalen blev udgangspunkt for en aftale i november 2024 mellem et bredt folketingsflertal. Ifølge denne aftale skal der indføres en afgift på 300 kr. på landbrugets udledninger i 2030, der stiger til 750 kr. i 2035, dog med et bundfradrag på 60 procent – altså en løsning, der ligger tæt på Svarer-udvalgets midterste scenarie.

### Internationalt
Finland, Norge, Sverige og Danmark indførte som nogle af de første lande i verden CO2-afgifter i begyndelsen af 1990’erne. Internationalt steg bestræbelserne på at indføre enten CO2-kvoteordninger eller afgifter på drivhusgasser efter Kyotoprotokollen i 1997. I 2023 anslog Verdensbanken, at 23 % af de globale drivhusgasudledninger var pålagt enten en afgift eller en kvotebetaling.
Der findes imidlertid endnu ingen andre lande, der har gennemført en national beskatning af CO2-emissioner fra landbrugets udledninger. New Zealand planlagde at indføre en sådan afgift fra 2025, men skiftede kurs efter et regeringsskifte i efteråret 2023. Den danske afgift, der skal iværksættes fra 2030, har dermed udsigt til at blive verdens første nationale skat på drivhusgasudledninger fra landbruget.

## Afgifter over for kvoter
Overordnet virker CO2-afgifter og et system som EU’s kvoteordning med omsættelige CO2-kvoter, der bortauktioneres, på samme måde, og begge former for klimapolitik kan derfor være omkostningseffektive. Hvis efterspørgslen efter kvoter i et kvotesystem fører til, at kvoteprisen bliver fx 750 kr., vil det være lige så dyrt for de deltagende virksomheder at købe kvoter som alternativt at betale en afgift på 750 kr. Tilskyndelsen til at udlede mindre CO2 vil derfor også være den samme i begge situationer, og et system med en afgift vil som udgangspunkt føre til den samme samlede mængde udledninger som i et kvotesystem. Hvis der på forhånd er usikkerhed med hensyn til, hvor høj den nødvendige pris skal være for at forårsage en given reduktion i udledningerne, kan de to måder at regulere på dog i praksis give forskellige resultater.
Fordi de to systemer normalt opfattes som relevante alternativer til hinanden, sker der en form for dobbeltbelastning, når en virksomhed både betaler afgift og køber kvoter. Da kvotebetalingen sker ud af landet, belaster denne imidlertid samfundsøkonomien mere end en CO2-afgift til den danske statskasse, og derfor ønskes et større incitament til nedbringelse indenfor den danske kvotesektor end udenfor. Samtidig uddeles en del af kvoterne i kvotesektoren gratis til virksomhederne, hvilket gør belastningen her mindre. Disse modsatrettede hensyn har ført til princippet om, at virksomheder i kvotesektoren får et 50 pct. (men altså ikke 100 pct.) nedslag i deres afgiftsbetalinger.